# Dakshin Dinajpur
Dakshin Dinajpur (engelska: Dakshin Dinajpur district, bengali: দক্ষিণ দিনাজপুর জেলা, hindi: दक्षिण दिनाजपुर जिला, malayalam: ദക്ഷിൺ ദിനജ്പൂർ, marathi: दक्षिण दिनाजपुर जिल्हा, nepalesiska: दक्षिण दिनाजपुर जिल्ला, oriya: ଦକ୍ଷିଣ ଦିନାଜପୁର ଜିଲ୍ଲା, tamil: தெற்குத் தினஞ்பூர் மாவட்டம்) är ett distrikt i Indien.   Det ligger i delstaten Västbengalen, i den östra delen av landet, 1 200 km öster om huvudstaden New Delhi. Antalet invånare är 1 676 276. Arean är 2 183 kvadratkilometer. Dakshin Dinajpur gränsar till Malda.
Terrängen i Dakshin Dinajpur är mycket platt.
Följande samhällen finns i Dakshin Dinajpur:
- Balurghat
- Gangārāmpur
- Daulatpur